# On the Rocks
On the Rocks es una comedia dramática estadounidense de 2020 escrita y dirigida por Sofia Coppola. Sigue a un padre y una hija (Bill Murray y Rashida Jones) que albergan sospechas sobre la fidelidad de su marido (Marlon Wayans). Tuvo su estreno mundial en el Festival de Cine de Nueva York el 22 de septiembre de 2020. Recibió un estreno limitado en cines el 2 de octubre de 2020 por A24, seguido de transmisión digital el 23 de octubre de 2020 por Apple TV+. Recibió reseñas positivas de los críticos, quienes la calificaron como más ligera que las películas anteriores de Coppola y elogiaron la actuación de Murray.

## Sinopsis
Una madre joven (Rashida Jones) reconecta con su padre (Bill Murray), un playboy de cierta fama, a través de una serie de aventuras con la ciudad de Nueva York como escenario.

## Reparto
- Rashida Jones como Laura Keane
- Bill Murray como Felix Keane
- Marlon Wayans como Dean
- Jessica Henwick como Fiona Saunders
- Jenny Slate como Vanessa
- Liyanna Muscat como Maya
- Alexandra y Anna Reimer como Theo
- Barbara Bain como Gran Keane
- Juliana Canfield como Amanda Keane
- Alva Chinn como Diane

## Producción
El 15 de noviembre de 2018, se anunció que Apple había firmado un acuerdo de varios años con la empresa de entretenimiento A24 para producir una serie de películas originales en asociación con su unidad de vídeo mundial. El 15 de enero de 2019 se anunció que la primera película producida bajo esa asociación sería dirigida por Sofia Coppola y titulada On the Rocks.
Junto al anuncio inicial de la película, se confirmó que estaría protagonizada por Bill Murray y Rashida Jones. En abril de 2019, Marlon Wayans se unió al elenco de la película. En junio de 2019, Jessica Henwick se unió al elenco de la película. En julio, se anunció que Jenny Slate se uniría al elenco.
La fotografía principal de la película comenzó en junio de 2019 en la ciudad de Nueva York.

## Estreno
On the Rocks tuvo su estreno mundial en el Festival de Cine de Nueva York el 22 de septiembre de 2020. Fue estrenada en cines de forma limitada el 2 de octubre de 2020 por A24, seguido de transmisión digital el 23 de octubre de 2020 por Apple TV+.

## Premios y nominaciones
| Premio                                                            | Fecha                   | Categoría                               | Nominado                                                         | Resultado  | Ref.   |
| ----------------------------------------------------------------- | ----------------------- | --------------------------------------- | ---------------------------------------------------------------- | ---------- | ------ |
| Sunset Film Circle Awards                                         | 1 de diciembre de 2020  | Mejor actor de reparto                  | Bill Murray                                                      | Nominado   | [ 12 ] |
| Indiana Film Journalists Association                              | 20 de diciembre de 2020 | Mejor actor de reparto                  | Bill Murray                                                      | Nominado   | [ 13 ] |
| Premios de la Asociación de Críticos de Cine de Chicago           | 21 de diciembre de 2020 | Mejor actor de reparto                  | Bill Murray                                                      | Nominado   | [ 14 ] |
| Florida Film Critics Circle Awards                                | 21 de diciembre de 2020 | Mejor actor de reparto                  | Bill Murray                                                      | Nominado   | [ 15 ] |
| Greater Western New York Film Critics Association Awards          | 31 de diciembre de 2020 | Mejor actor de reparto                  | Bill Murray                                                      | Nominado   | [ 16 ] |
| Chicago Indie Critics Awards                                      | 2 de enero de 2021      | Mejor actor de reparto                  | Bill Murray                                                      | Nominado   | [ 17 ] |
| Alianza de Mujeres Periodistas de Cine                            | 4 de enero de 2021      | Mejor actor de reparto                  | Bill Murray                                                      | Nominado   | [ 18 ] |
| North Carolina Film Critics Association                           | 4 de enero de 2021      | Mejor actor de reparto                  | Bill Murray                                                      | Nominado   | [ 19 ] |
| Columbus Film Critics Association                                 | 7 de enero de 2021      | Mejor actor de reparto                  | Bill Murray                                                      | Nominado   | [ 20 ] |
| Music City Film Critics' Association Awards                       | 11 de enero de 2021     | Mejor actor de reparto                  | Bill Murray                                                      | Nominado   | [ 21 ] |
| Premios de la Sociedad de Críticos de Cine de San Diego           | 11 de enero de 2021     | Mejor actor de reparto                  | Bill Murray                                                      | Nominado   | [ 22 ] |
| Premios de la Sociedad de Críticos de Cine de San Diego           | 11 de enero de 2021     | Mejor interpretación cómica             | Bill Murray                                                      | Subcampeón | [ 22 ] |
| Premios de la Sociedad de Críticos de Cine de San Diego           | 11 de enero de 2021     | Mejor guion original                    | Sofia Coppola                                                    | Nominada   | [ 22 ] |
| Hawaii Film Critics Society                                       | 12 de enero de 2021     | Mejor actor de reparto                  | Bill Murray                                                      | Nominado   | [ 23 ] |
| North Dakota Film Society                                         | 15 de enero de 2021     | Mejor canción original                  | Thomas Mars, Christian Mazzalai, Laurent Brancowitz, Deck D'Arcy | Nominados  | [ 24 ] |
| Premios de la Asociación de Críticos de Cine de San Luis          | 17 de enero de 2021     | Mejor película de comedia               | On the Rocks                                                     | Nominada   | [ 25 ] |
| Premios de la Asociación de Críticos de Cine de San Luis          | 17 de enero de 2021     | Mejor actor de reparto                  | Bill Murray                                                      | Nominado   | [ 25 ] |
| Denver Film Critics Society                                       | 18 de enero de 2021     | Mejor actor de reparto                  | Bill Murray                                                      | Nominado   | [ 26 ] |
| Premios de la Asociación de Críticos de Cine de Houston           | 18 de enero de 2021     | Mejor actor de reparto                  | Bill Murray                                                      | Nominado   | [ 27 ] |
| Premios de la Sociedad de Críticos de Cine en Línea               | 25 de enero de 2021     | Mejor actor de reparto                  | Bill Murray                                                      | Nominado   | [ 28 ] |
| North Texas Film Critics Association                              | 26 de enero de 2021     | Mejor actor de reparto                  | Bill Murray                                                      | Nominado   | [ 29 ] |
| Asociación de Críticos de Cine de Washington D. C.                | 8 de febrero de 2021    | Mejor actor de reparto                  | Bill Murray                                                      | Nominado   | [ 30 ] |
| Premios de la Asociación de Críticos de Cine de Dallas-Fort Worth | 10 de febrero de 2021   | Mejor actor de reparto                  | Bill Murray                                                      | Subcampeón | [ 31 ] |
| Premios Satellite                                                 | 15 de febrero de 2021   | Mejor película dramática                | On the Rocks                                                     | Nominada   | [ 32 ] |
| Premios Satellite                                                 | 15 de febrero de 2021   | Mejor actriz dramática                  | Rashida Jones                                                    | Nominada   | [ 32 ] |
| Premios Satellite                                                 | 15 de febrero de 2021   | Mejor actor de reparto                  | Bill Murray                                                      | Nominado   | [ 32 ] |
| Seattle Film Critics Society                                      | 15 de febrero de 2021   | Mejor actor de reparto                  | Bill Murray                                                      | Nominado   | [ 33 ] |
| Premios Globo de Oro                                              | 28 de febrero de 2021   | Mejor actor de reparto                  | Bill Murray                                                      | Nominado   | [ 34 ] |
| Final Draft Awards                                                | 2 de marzo de 2021      | Storyteller Award - Film                | Sofia Coppola                                                    | Ganadora   | [ 35 ] |
| Asociación de Críticos de Hollywood                               | 5 de marzo de 2021      | Mejor directora femenina                | Sofia Coppola                                                    | Nominada   | [ 36 ] |
| Asociación de Críticos de Hollywood                               | 5 de marzo de 2021      | Mejor Comedia/Musical                   | On the Rocks                                                     | Nominada   | [ 36 ] |
| Premios de la Crítica Cinematográfica                             | 7 de marzo de 2021      | Mejor comedia                           | On the Rocks                                                     | Nominada   | [ 37 ] |
| Premios de la Crítica Cinematográfica                             | 7 de marzo de 2021      | Mejor actor de reparto                  | Bill Murray                                                      | Nominado   | [ 37 ] |
| AARP Movies for Grownups Awards                                   | 28 de marzo de 2021     | Mejor actor de reparto                  | Bill Murray                                                      | Nominado   | [ 38 ] |
| AARP Movies for Grownups Awards                                   | 28 de marzo de 2021     | Mejor película intergeneracional        | On the Rocks                                                     | Nominada   | [ 38 ] |
| American Cinema Editors Eddie Awards                              | 17 de abril de 2021     | Mejor edición en una película - Comedia | Sarah Flack                                                      | Nominada   | [ 39 ] |